# Julius Maerker

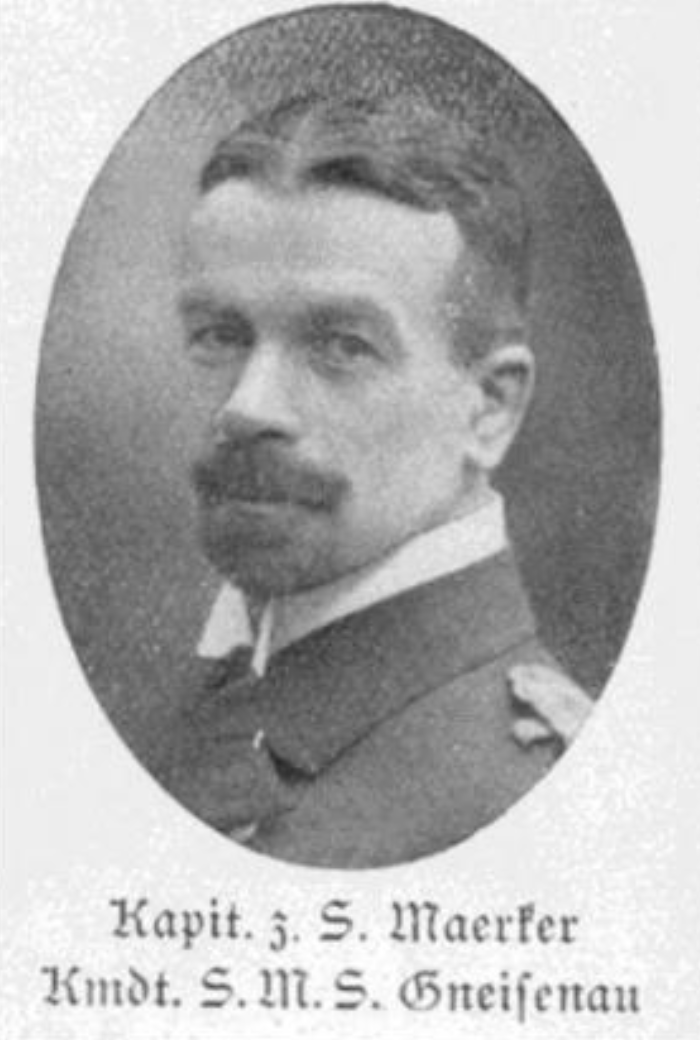
Julius Maerker als Kommandant der Gneisenau

Gustav Otto Julius Maerker (* 3. Oktober 1870 in Herford; gestorben 8. Dezember 1914) war ein deutscher Marineoffizier und letzter Kommandant des Großen Kreuzers Gneisenau im Seegefecht bei den Falklandinseln.

## Leben

### Herkunft und Familie
Maerker war Sohn des Herforder Gymnasialprofessors Ferdinand Julius Maerker.

### Karriere
In Herford absolvierte er das evangelische Friedrichs-Gymnasium. Am 13. April 1889 trat er als Seekadett in die Kaiserliche Marine ein und besuchte bis 1893 erfolgreich die Marineschule unter Verleihung des Zeugnis der Reife zum Seeoffizier, gefolgt von der Beförderung zum Unterleutnant zur See und anschließender Versetzung zur Marinestation der Ostsee. So wurde er zur Disposition des Inspekteur der I. Marineinspektion in Kiel, Konteradmiral Richard Aschenborn, gestellt. Am 8. April 1895 erfolgte seine Beförderung zum Leutnant zur See. 1896 wirkte er als Wachoffizier unter dem späteren Admiral Oscar Stiege auf der Moltke. Als Oberleutnant zur See kommandierte er bis 1900 das Torpedoboot S 7 und danach die S 63.

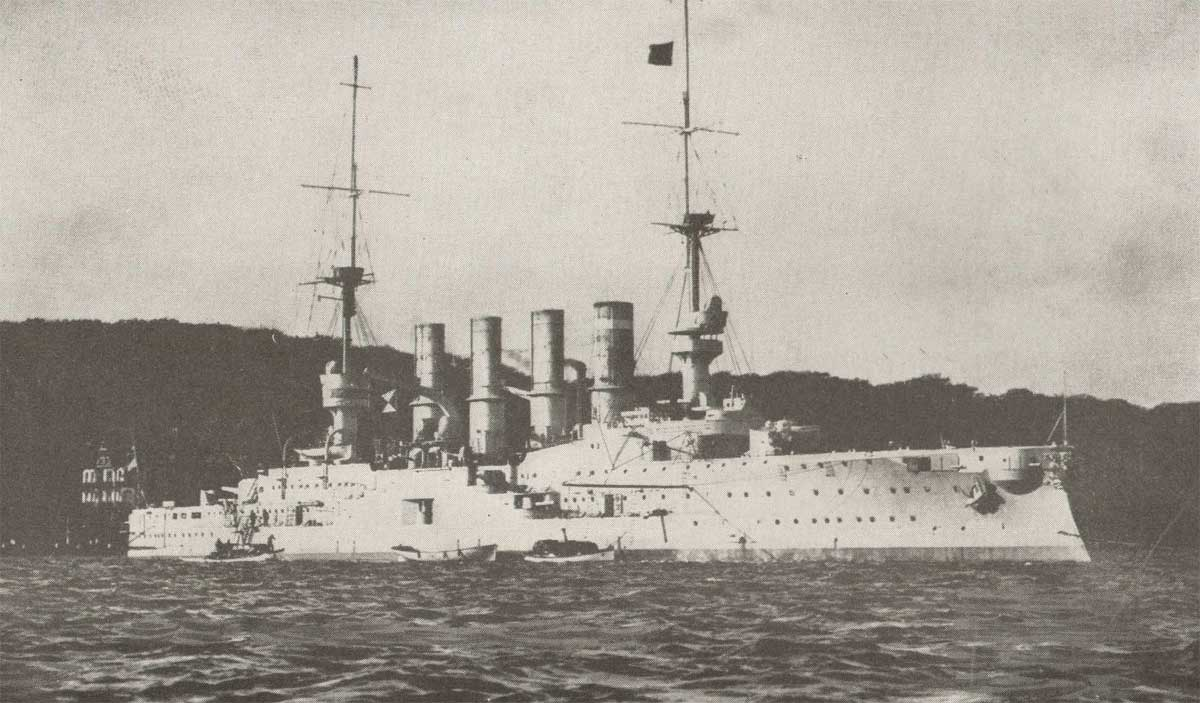
Die Gneisenau im Jahre 1905

Am 23. März 1901 erfolgte seine Beförderung zum Kapitänleutnant. Ab 1903 wirkte er als Navigationsoffizier auf der Kaiser Wilhelm II. unter dem späteren Admiral Ernst Gülich. Nachfolgend kommandierte er die Vineta unter gleichzeitiger Verwendung als Referendar am Torpedoversuchskommando. 1907 wurde er mit der Führung der II. Abteilung der I. Torpedodivision und zugleich der I. Schulflottille beauftragt. Unter dem späteren Konteradmiral Heinrich Stromeyer wirkte er 1910 als Korvettenkapitän und Assistent an der Torpedowerkstatt in Friedrichsort.
Von Februar 1913 bis März 1914 kommandierte er die Magdeburg, wo am 15. November 1913 seine Beförderung zum Kapitän zur See erfolgte. Kurz vor Ausbruch des Ersten Weltkrieges übernahm Maerker ab Juni 1914 den Großen Kreuzer Gneisenau als Teil des deutschen Ostasiengeschwaders in ihrem Stützpunkt in Tsingtau. Bei Kriegsbeginn befand sich das Schiff bei Ponape. Die Rückkehr nach Tsingtau war aufgrund des zu erwartenden japanischen Kriegseintritts auf Seiten der Entente unmöglich und so sammelte sich das Geschwader bei der Insel Pagan der damals deutschen Marianen. Nach der Überquerung des Pazifiks und des für die Deutschen erfolgreichen Seegefechts bei Coronel am 1. November 1914 nahm Maerker mit der Gneisenau unter dem Geschwaderkommandanten Vizeadmiral Graf Spee an dem Seegefecht bei den Falklandinseln teil. Nachdem sich die Schlacht zum Nachteil der Deutschen entwickelte, weigerte er sich, nach dem Ehrenkodex der Kaiserlichen Marine, zu kapitulieren und die Flagge zu streichen. Nachdem mehr als die Hälfte seiner Besatzung schließlich tot oder verwundet war, befahl er schlussendlich die Versenkung der Gneisenau mit wehender Fahne. Lediglich 187 der originalen 850 Besatzungsmitglieder, darunter der Erste Offizier Hans Pochhammer, überlebten den Untergang der Gneisenau durch Rettung der Briten. Maerker selbst überlebte die Schlacht nicht.
In seiner Heimatstadt Herford wurde die Julius-Maerker-Straße nach ihm benannt, die 1947 in Hardenbergstraße umbenannt wurde.